# Rukanantwa
Rukanantwa är ett vattendrag i Burundi.   Det ligger i provinsen Cibitoke, i den nordvästra delen av landet, 50 kilometer norr om huvudstaden Bujumbura.
Omgivningarna runt Rukanantwa är en mosaik av jordbruksmark och naturlig växtlighet. Runt Rukanantwa är det tätbefolkat, med 397 invånare per kvadratkilometer.